# Sedlec (Třebíči járás)
Sedlec település Csehországban, a Třebíči járásban. Sedlec Popůvky, Vícenice u Náměště nad Oslavou, Hartvíkovice, Březník, Kladeruby nad Oslavou és Náměšť nad Oslavou településekkel határos. Lakosainak száma 249 fő (2024. január 1.).

## Népesség
A település lakosságának változását az alábbi diagram mutatja:
| Lakosok száma | 439  | 468  | 472  | 385  | 321  | 263  | 226  | 240  | 242  | 249  |
|               | 1869 | 1890 | 1921 | 1950 | 1980 | 2001 | 2017 | 2019 | 2022 | 2024 |